# Mesosemia teulem
Espèce
Mesosemia teulem est une espèce d'insectes lépidoptères (papillons) appartenant à la famille des Riodinidae et au genre Mesosemia.

## Taxonomie
Mesosemia teulem a été décrit par Christian Brévignon en 1995.

## Écologie et distribution
Mesosemia teulem n'est présent qu'en Guyane.